# Ricardo Bonelli
Ricardo Bonelli (Lanús, 28 ottobre 1932 – Tampico, 25 luglio 2009) è stato un calciatore argentino, di ruolo attaccante.

## Carriera
Dopo il ritiro rimase a vivere in Messico ed assunse la nazionalità del  Paese nel 1986.

## Palmarès

### Club

#### Competizioni nazionali
- Campionato messicano: 1

Tampico: 1960-1961
- Coppa del Messico: 1

Tampico: 1960-1961

### Nazionale
- Campeonato Sudamericano de Football: 1

Cile 1955